# 大荆镇 (乐清市)
大荆镇是中华人民共和国浙江省温州市乐清市下辖的一个镇。2019年末户籍人口106,621人。

## 歷史
宋朝名岭店驿，元朝名大荆驿，明朝復名岭店驿。清朝設大荆营，顺治十八年（1661年），乐清县衙曾移至大荆营，康熙十五年（1676年）迁回。民国时期設大荆镇，1956年改大荆乡，1958年改大荆公社，1980年恢復大荆镇。

## 地理
大荆镇位於乐清市北部，东接温岭市大溪镇、温峤镇、坞根镇，南连雁荡镇，西邻仙溪镇，北鄰黄岩区平田乡、茅畲乡、沙埠镇、院桥镇，面积135.15平方千米。

## 经济
2019年大荆镇农业总产值4.18亿元，规模以上工业总产值1亿元，限额以上的批发零售住宿餐饮企业销售总额6.96亿元，固定资产投资11.07亿元。

## 行政区划
大荆镇下辖以下村级行政区划单位：
荆东社区、石门社区、西门社区、荆南社区、冯村、下山头村、东里村、荆东村、三官庙村、西一村、西二村、肖包周村、荆南村、石门村、高地村、蔗湖村、干岭村、珠山村、仙垟谢村、仙垟方村、屿后村、东瓜岭村、下干村、西下村、大园村、隐处岙村、小洪坑村、蔡界山村、李宅基村、溪坦村、前溪村、桐阳村、闹水坑村、仰天湖村、叠石村、龙滩村、田岙村、黄家岙村、泗洲堂村、油岙村、久防村、中庄村、白箬岙村、谷岙村、南园村、岭脚村、上花坦村、后垟门村、小花坦村、盛宅下村、舟山头村、铁场村、蒲湾村、盛家塘村、大横浦村、小横浦村、中花坦村、山外蔡村、溪头村、下垟村、坎头村、庆丰村、陈家山村、石坦村、石坦山村、北吕岙村、翁村、南平村、临黄村、盘黄村、龙避岙村、下阁口村、上阁口村、上陈管村、老鼠嘴村、双峰村、平园村、新坊村、安然村、后岙村、水碓舟村、长垟村、湖口村、大门村、溪心村、叶家垟村、大岩头村、上六坪村和下六坪村。